# Virginia International Raceway

Trazado Principal de Virginia, lado oeste.

Trazado perimetral de Virginia.

Trazado norte de Virginia.

Virginia International Raceway (abreviado como VIR) es un autódromo situado 15 km al este de la ciudad de Danville, Virginia, Estados Unidos. Fue inaugurado en agosto de 1957 y clausurado en 1974. En marzo de 2000 fue reinaugurado por el empresario Harvey Siegel. El trazado principal permaneció idéntico al original, con una longitud de 5.260 metros, al que luego se añadieron más configuraciones de pista. El circuito norte mide 3.620 metros e incluye la recta principal y la zona de boxes. El trazado este es uno de los más largos del país, con 6.760 metros. Existen dos trazados más pequeños: el sur tiene 2655 de extensión, y el Patriota posee una longitud de 1.770 metros.
Además de eventos amateur de automovilismo y motociclismo, el circuito ha albergado carreras del Rolex Sports Car Series, Campeonato IMSA GT, la Trans-Am, el SCCA World Challenge, la Star Mazda Series, la Skip Barber Series y el Campeonato de la AMA de Superbikes. Además, los equipos de las tres divisiones nacionales de la NASCAR usan Virginia como pista de pruebas para preparar las carreras en Montreal, Sears Point y Watkins Glen.

## Ganadores

### Grand-Am Rolex Sports Car Series
| Año                      | Piloto                                      | Automóvil          | Equipo           |
| ------------------------ | ------------------------------------------- | ------------------ | ---------------- |
| 2002                     | Andy Wallace Chris Dyson                    | Crawford - Judd    | Dyson            |
| 2003                     | Andy Pilgrim Forest Barber Terry Borcheller | Doran - Chevrolet  | Bell             |
| 2004                     | Wayne Taylor Max Angelelli                  | Riley - Pontiac    | SunTrust         |
| 2005                     | Luis Díaz Scott Pruett                      | Riley - Lexus      | Chip Ganassi     |
| 2006                     | Mike Rockenfeller Patrick Long              | Crawford - Porsche | Alex Job         |
| 2007 (GT)                | Bryce Miller Dirk Werner                    | Porsche GT3 Cup    | Farnbacher Loles |
| 2007 (Prototipo Daytona) | Wayne Taylor Max Angelelli Jan Magnussen    | Riley - Pontiac    | SunTrust         |
| 2008                     | Scott Pruett Memo Rojas                     | Riley - Lexus      | Chip Ganassi     |
| 2009                     | Jon Fogarty Alex Gurney                     | Riley - Pontisv    | Bob Stallings    |
| 2010                     | Scott Pruett Memo Rojas                     | Riley - BMW        | Chip Ganassi     |
| 2011                     | João Barbosa Terry Borcheller J.C. France   | Riley - Porsche    | Action Express   |